# 엘란트리스
《엘란트리스》(영어: Elantris)는 브랜던 샌더슨의 2005년 장편 판타지 소설로, 그의 데뷔작이다. 마법을 부리며 신처럼 여겨지는 종족 '엘란트리'의 이야기를 다룬다.